# Luck and Pluck
Luck and Pluck è un film muto del 1919 diretto da Edward Dillon.

## Trama
Mentre si sta recando a Wall Street per mettere in atto qualche suo piano più o meno delittuoso, il maestro della truffa "Velvet" Joe Grim attraversa il parco dove vede la bella Laura in sella a un cavallo imbizzarrito. Per Joe è un vero e proprio colpo di fulmine: innamorato della ragazza, dopo averla salvata, cerca di rubarle una foto ma la sua amica, la contessa Briand, lo tiene a bada con una pistola. La contessa, che è a capo di un'organizzazione spionistica tedesca di cui fa parte anche Karl Richter, il fidanzato di Laura, convince Joe a rubare i piani di un nuovo aereo che lei dichiara essere, invece, dei documenti che servono a ricattare Laura. Quando Joe si rende conto di essere stato imbrogliato, riporta indietro i piani dell'aereo e salva Laura, rapita nel frattempo da Richter. Gli uomini del servizio segreto, il cui capo è il padre di Laura, lo aiutano a bloccare le spie su una nave. Adesso Joe, che ha messo la testa a posto e ha giurato di rigare dritto, può aspirare alla mano di Laura.

## Produzione
Il film fu prodotto dalla Fox Film Corporation.

## Distribuzione
Il copyright del film, richiesto da William Fox, fu registrato il 2 febbraio 1919 con il numero LP13351.
Distribuito dalla Fox Film Corporation e presentato da William Fox, il film uscì nelle sale cinematografiche USA il 2 febbraio 1919.